# Lederia minima
Lederia minima es una especie de coleóptero de la familia Tetratomidae.

## Distribución geográfica
Habita en Vietnam.